# آل الخنجي
عائلة الخُنجي أو خُنْجِي أو آل الخُنْجي، هو لقب عائلي ينتسب إليه العديد من الشخصيات في إيران ودول مجلس التعاون الخليجي. يعود أصل اللقب لمدينة خنج، والتي يقطنها العرب والفرس وغيرهم من القوميَّات في إيران. يعود بعض المنتمين للعائلة إلى نسل العبَّاس بن عبد المُطَّلب، في حين ينتمي البعض للمدينة نفسها مثل العالم المسلم فضل الله بن روزبهان الخنجي الفارسي الأصل. معظمهم من المسلمين السنَّة على مذهب الإمام الشافعي.

## شخصيات بارزة

### علماء ومشايخ
- الشيخ عبد السلام خنجي (1262 - 1345) عالم مُسلم في فارس.
- الشيخ شمس الدين محمد خنجي (1305 - 1384) عالم مُسلم إلخاني.
- الشيخ عفيف الدين الخنجي (توفي 1368) فقيه وقاضٍ هُرمُزي.
- الشيخ محمد صالح خنجي (1880 - 1967) فقيه إصلاحي بحريني.
- الشيخ عبد الوهاب عبد الرحيم القاضي (1897-1972) فقيه وتاجر إيراني.
- الشيخ عمر عبد الوهاب القاضي (1929 - 2004) فقيه وقاضٍ بحريني.

### سياسيون
- الشيخ عبد القادر البستكي (1640-1723) مؤسس خانية بستك الأول.
- الشيخ محمد خان الكبير (1701-1783) حاكم بستك وجهانكيرية الثاني.
- الأمير هادي خان (توفي 1802) حاكم بستك وجهانكيرية الثالث.
- الشيخ محمد رفيع خان (1749-1818) حاكم بستك وجهانكيرية الرابع.
- الأمير أحمد خان الكبير (1793-1840) حاكم بستك وجهانكيرية الخامس.
- الحاج مصطفى خان (1819-1882) حاكم بستك وجهانكيرية السادس.
- الأمير محمد تقي خان (1855-1927) حاكم بستك وجهانكيرية السابع.
- الأمير محمد رضا خان (1880-1944) حاكم بستك وجهانكيرية الثامن.
- الأمير محمد أعظم خان (1906-1969) حاكم بستك وجهانكيرية التاسع والأخير.

### تجار ورجال أعمال
- أحمد العبد الواحد (1900-1990) رجل أعمال سعودي.
- قيس الخنجي (1978) رجل أعمال عُماني.

### أدباء ومفكرون
- حسين علي الوحيدي (1913-1988) كاتب وباحث إيراني.

### فنانون
- إسحاق خنجي (1943 - 2014) فنان تشكيلي بحريني.
- زكية الخنجي (1943) ممثلة بحرينية.
- دينا الخنجي (1974) ممثلة بحرينية.